# 오닥스과
오닥스과(Odacidae)는 놀래기목에 속하는 조기어류과의 하나이다. 농어목으로 분류하기도 한다. 오스트레일리아 남부와 뉴질랜드 연안 수역에서 발견된다. 놀래기과(이전의 파랑비늘돔과 (Scaridae) 포함) 물고기와 근연 관계에 있다.

## 하위 속
- Haletta
- Heteroscarus
- Neoodax
- 오닥스속 (Odax) - 2종
- Olisthops
- Siphonognathus